# Park Ridge (Wisconsin)
Park Ridge è un villaggio degli Stati Uniti d'America, situato in Wisconsin, nella contea di Portage.